# 1963年のバレーボール
1963年のバレーボール（1963ねんのバレーボール）では、1963年（昭和38年）のバレーボール関連の出来事をまとめる。

## できごと
- 欧州バレーボール連盟が設立。
- ルーマニア・ブカレストにて、第6回バレーボール欧州選手権が開催。男子はルーマニアが初優勝、女子はソビエト連邦が2連覇を飾った。

## 国際大会
- 欧州選手権
  - 男子
    - 金メダル： ルーマニア
    - 銀メダル： ハンガリー
    - 銅メダル： ソビエト連邦

  - 女子
    - 金メダル： ソビエト連邦
    - 銀メダル： ポーランド
    - 銅メダル： ルーマニア

## 国内大会

### 日本
- 全日本総合選手権
  - 男子6人制
    - 決勝：中央大学 3-2 日本鋼管

  - 女子6人制
    - 決勝：日紡貝塚 3-0 倉紡倉敷

  - 男子9人制
    - 決勝：住友金属小倉 2-0 東レ愛媛

  - 女子9人制
    - 決勝：東邦レース 2-0 サロンパス本舗

- 第12回全日本都市対抗
  - 男子
    - 1位：東レ九鱗会
    - 2位：日本鋼管
    - 3位：富士フイルム、松下電器

  - 女子
    - 1位：日紡貝塚
    - 2位：倉紡倉敷
    - 3位：鐘紡四日市、ヤシカ

## 誕生
- 1月21日 - 吉川正博
- 2月3日 - 川合俊一
- 2月15日 - 井上謙
- 3月18日 - 熊田康則
- 8月21日 - 眞鍋政義
- 9月5日 - マルコ・ボニッタ